# Bothria subalpina
Bothria subalpina là một loài ruồi trong họ Tachinidae.